# Micropeza thoracicum
Micropeza thoracicum är en tvåvingeart som först beskrevs av Robineau-desvoidy 1830.  Micropeza thoracicum ingår i släktet Micropeza och familjen skridflugor.
Artens utbredningsområde är Frankrike. Inga underarter finns listade i Catalogue of Life.